# Eudoxus van Cnidus
Eudoxus van Cnidus (Oudgrieks: Εύδοξος ο Κνίδιος; Eudoxos o Knidios) (410 v.Chr. of 408 v.Chr. - 355 v.Chr. of 347 v.Chr.) was als leerling van Plato een veelzijdige wetenschapper, die uitblonk in wiskunde, geografie en astronomie. Al zijn werken zijn in de loop der tijden verloren gegaan. Wat we over hem weten, komt uit secundaire bronnen, uit de werken van Archimedes en bijvoorbeeld uit het gedicht over astronomie van de Hellenistische dichter Aratus.
Eudoxus was volgens de overlevering van arme afkomst, maar kon toch een behoorlijke opleiding genieten. Hij was afkomstig van het Ionische eiland Cnidus, en leefde jaren in Athene waar hij onder andere les in wiskunde kreeg van Archytas van Tarente. Hij heeft ook een reis ondernomen naar Egypte waar hij enkele jaren bleef.

## Wiskunde
In de wiskunde was hij de voorloper van Euclides en heeft hij verschillende axioma's opgesteld. Euclides heeft heel wat bewijzen van Eudoxus overgenomen en mogelijk zelfs hele werken. Eudoxus' belangstelling ging vooral uit naar onder andere de gulden snede, de doorsnede van krommen, het Delisch probleem (= verdubbeling van een kubus). Eudoxus heeft eveneens ontdekt dat de verhouding van het volume van een piramide ten opzichte van een prisma op hetzelfde grondvlak een op drie is. Hij toonde een geweldig inzicht in de getallenleer met een rigoureuze behandeling van de continue variabelen, en niet uitsluitend gehele of rationale getallen. Deze theorie werd nieuw leven ingeblazen door Tartaglia en anderen in de 16e eeuw. Het werd gedurende een eeuw de basis voor kwantitatieve behandeling in de wetenschap, totdat het vervangen werd door de algebraïsche methodes van Descartes.
Het werk van Eudoxus en Archimedes als voorlopers van de getaltheorie werd pas in de 12e eeuw overtroffen in wiskundige geraffineerdheid door de Indische mathematicus Bhāskara II en in de 17e eeuw door Isaac Newton.
De Kampyle van Eudoxus, een algebraïsche kromme, is naar hem genoemd :
{\displaystyle a^{2}x^{4}=b^{4}(x^{2}+y^{2})}
Eudoxus is degene die als eerste de uitputtingsmethode nauwkeurig heeft beschreven, een manier om het binnenoppervlak van een gekromde figuur, zoals een cirkel te bepalen. Deze uitputtingsmethode ligt aan de basis van de integraalrekening.

## Astronomie
In de astronomie heeft Eudoxus onderzoek gedaan naar onder andere de snelheden van de planeten, het verdwijnen van de zon (mogelijk zonsverduistering, maar het kan ook de dagelijkse cyclus geweest zijn) en de positie van sterren. Hij introduceerde de astronomische hemelbol. Via een ingewikkeld systeem van sferen probeerde hij de cirkelvormige beweging van de sterren te verdedigen. Kraters op de maan en Mars zijn naar hem genoemd.

## Geografie
Op het vlak van de geografie heeft Eudoxus een beschrijving van de wereld gegeven waarbij hij geografische en etnografische kennis combineerde.
- Bibsys: 90283808
- Biblioteca Nacional de Chile: 000672802
- Biblioteca Nacional de España: XX919717
- Bibliothèque nationale de France: cb12812945z (data)
- Catàleg d'autoritats de noms i títols de Catalunya: 981058512703906706
- Gemeinsame Normdatei: 11853131X
- International Standard Name Identifier: 0000 0001 0869 7437
- Library of Congress Control Number: n85011976
- Nationale Bibliotheek van Israël: 987007260797105171
- Nationale Bibliotheek van Polen: a0000002233333
- Nederlandse Thesaurus van Auteursnamen: 069951217
- Réseau des bibliothèques de Suisse occidentale: 02-A012362919
- Istituto Centrale per il Catalogo Unico: TO0V395962
- LIBRIS: 185707
- Système universitaire de documentation: 068529937
- Virtual International Authority File: 10637157